# Front Line
Front Line ist ein US-amerikanisch-australischer Dokumentarfilm von David Bradbury aus dem Jahr 1979.

## Handlung
Der Film folgt der Karriere des in Tasmanien geborenen Kameramanns Neil Davis, insbesondere seiner Zeit als Kriegsberichterstatter in Südvietnam und Kambodscha während des Vietnamkrieges.

## Auszeichnung
Der Film wurde 1981 für den Oscar als bester Dokumentarfilm nominiert.

## In der Populärkultur
Der orale Verzehr von Chromspray vor der Schlacht in George Millers Film Mad Max: Fury Road wurde von einer Zeile in der Dokumentation inspiriert: Soldaten stecken sich vor der Schlacht die Budda-Amulette ihrer Halsketten in den Mund, um sie zu schützen oder ihnen den Weg zur Reinkarnation zu weisen.